# Luca Orellano
Luca Nicolás Orellano (Francisco Álvarez, 22 marzo 2000) è un calciatore argentino, attaccante dell'FC Cincinnati.

## Caratteristiche tecniche
Esterno destro d'attacco, possiede una tecnica sopraffina e in particolare una grande capacità nelle finte, possiede anche un ottimo dribbling e una notevole velocità. Essendo molto rapido ed esplosivo è stato soprannominato El Rayo (il fulmine).

## Carriera
Cresciuto nel settore giovanile del Vélez Sarsfield, ha esordito in prima squadra il 25 novembre 2018 disputando l'incontro di Superliga vinto 2-0 contro l'Unión (SF).

## Statistiche
Statistiche aggiornate al 9 febbraio 2020.

### Presenze e reti nei club
| Stagione             | Squadra              | Campionato           | Campionato | Campionato | Coppe nazionali | Coppe nazionali | Coppe nazionali | Coppe continentali | Coppe continentali | Coppe continentali | Altre coppe | Altre coppe | Altre coppe | Totale | Totale | Totale |
| Stagione             | Squadra              | Comp                 | Pres       | Reti       | Comp            | Pres            | Reti            | Comp               | Pres               | Reti               | Comp        | Pres        | Reti        | Pres   | Reti   |        |
| -------------------- | -------------------- | -------------------- | ---------- | ---------- | --------------- | --------------- | --------------- | ------------------ | ------------------ | ------------------ | ----------- | ----------- | ----------- | ------ | ------ | ------ |
| 2018-2019            | Vélez Sarsfield      | PD                   | 1          | 0          | CA+CdL          | 0               | 0               |                    | -                  | -                  |             | -           | -           | 1      | 0      |        |
| 2019-2020            | Vélez Sarsfield      | PD                   | 4          | 0          | CA+Cdl          | 1+12            | 0+2             | CS                 | 5                  | 1                  | CS          | 1           | 0           | 23     | 3      |        |
| 2021                 | Vélez Sarsfield      | PD                   | 24         | 2          | CdL             | 13              | 0+2             | CL                 | 6                  | 1                  |             | -           | -           | 43     | 5      |        |
| 2022                 | Vélez Sarsfield      | PD                   | 22         | 1          | CA+CdL          | 3+13            | 1+2             | CL                 | 12                 | 0                  |             | -           | -           | 50     | 4      |        |
| Totale Velez         | Totale Velez         | Totale Velez         | 51         | 3          |                 | 42              | 7               |                    | 23                 | 2                  |             | 1           | 0           | 117    | 12     |        |
| 2023                 | Vasco da Gama        | AR/J+A               | 4+18       | 0+1        | CB              | 1               | 0               |                    | -                  | -                  |             | -           | -           | 23     | 1      |        |
| gen.-feb. 2024       | Vasco da Gama        | AR/J+A               | 2+0        | 1+0        | CB              | 0               | 0               |                    | -                  | -                  |             | -           | -           | 2      | 1      |        |
| Totale Vasco da Gama | Totale Vasco da Gama | Totale Vasco da Gama | 6+18       | 1+1        |                 | 1               | 0               |                    | -                  | -                  |             | -           | -           | 25     | 2      |        |
| 2024                 | FC Cincinnati        | MLS                  | 24         | 5          | USOC            | 0               | 0               | CCC                | 2                  | 0                  |             | -           | -           | 26     | 5      |        |
| Totale carriera      | Totale carriera      | Totale carriera      | 99         | 10         |                 | 43              | 7               |                    | 25                 | 2                  |             | 1           | 0           | 168    | 19     |        |